# Victoria Martín
María Victoria Olaya Martín de la Cova (Madrid, 7 de noviembre de 1989), más conocida como Victoria Martín, es una cómica, guionista, presentadora española de televisión y colaboradora de radio.

## Biografía
Es licenciada en Periodismo en la Universidad Rey Juan Carlos y posee un Máster de guion en cine y televisión. Completó su formación con cursos especializados en Comunicación y Medios y Marketing y Analítica Digital.
Su primer trabajo en el audiovisual le llegó de la mano de AMC Networks International Iberia, donde formó parte del departamento de contabilidad. También fue productora y locutora en M80, del grupo Prisa.

## Trayectoria profesional
En 2017 creó junto a Nacho Pérez-Pardo el canal de YouTube Living Postureo, dedicado a la parodia de la cultura millenial. El éxito obtenido en redes sociales le permitió entrar como colaboradora en Yu: No te pierdas nada, donde interpretaba el mismo papel que le dio a conocer en YouTube. Con el tiempo, abandonó el personaje y comenzó una sección propia, bajo su nombre real.
En 2018, estrenó junto a Esther Gimeno y Pilar de Francisco El eje del mal, una obra de teatro centrada en el empoderamiento femenino y en la que se combinan monólogos, sketches y canciones en directo.Al año siguiente, en 2019, empezó a trabajar como guionista en La resistencia, y como colaboradora en Las que faltaban, ambos programas para el canal #0 de Movistar. Más adelante, ese mismo año, presentó Problemas del primer mundo, un programa de Atresmedia.
En 2020 estrenó Válidas en YouTube, una serie sobre dos cómicas pasando un mal momento que deciden hacerse pasar por pareja para conseguir éxito social. Está escrita y protagonizada por Victoria Martín y Carolina Iglesias y dirigida por Nacho Pérez-Pardo. La serie recibió el premio a Mejor Serie Estatal y el Premio del Público en la VII edición del festival Carballo Interplay.
También en 2020, crea junto a Carolina Iglesias el podcast Estirando el chicle.  Tras una primera temporada auto producida y grabada desde casa, Estirando el chicle ficha por Podium Podcast. Tras tres temporadas, Estirando el chicle figura entre los podcasts más escuchados de España en las listas de Spotify y Apple Podcast. 
En septiembre de 2021 trabaja como presentadora junto a Ana Morgade en el programa de Europa FM, yu: no te pierdas nada, para posteriormente y sólo 2 meses después de haber comenzado, retirarse por cuestiones personales.  Hasta 2021 también forma parte del programa de Badoo Este es el mood.
En octubre de 2022, estrenó su podcast en solitario "Malas Personas" en Podimo con invitados como Blanca Suárez, Mario Casas o Silvia Abril.
En febrero de 2023, publica su primera novela llama "Se tiene que morir mucha gente" bajo el sello editorial "Plaza & Janés".
El 14 de junio de 2024 fue una de las 4 humoristas españolas de un total de 107 humoristas invitados a un encuentro con el Papa Francisco en el Vaticano.

## Reconocimientos
En octubre de 2021, el podcast Estirando el chicle de Martín y Carolina Iglesias emitido en Podium Podcast recibió el Premio Ondas al Mejor podcast o programa de emisión digital. Este reconocimiento fue concedido ex aequo al podcast Deforme semanal ideal total de Radio Primavera Sound dirigido, producido y conducido por Lucía Lijtmaer e Isa Calderón.
En 2024 Ondas por el Podcast Malas Personas 